# Jakob Nacken
 (avril 2024).
Jakob Hudson Nacken ou Jacob Nacken (15 février 1906, Düsseldorf - 29 mars 1987) est un homme de grande taille et artiste de cirque allemand connu pour ses apparitions en Europe et aux États-Unis. Il commence sa carrière adolescent, se produisant dans un cirque ambulant et à l'Exposition universelle de New York en 1939. Pendant la Seconde Guerre mondiale, il est avec ses 2,21 m le plus grand soldat de l'armée allemande.
Aux États-Unis, il est employé comme Père Noël géant et apparaît à la télévision américaine dans des freak shows.

## Biographie
Il naît à Düsseldorf, en Allemagne, le 15 février 1906. Ses deux parents mesurent 1,80 m, sa sœur Joséphine 1,88 m, son frère Wilhelm, son cadet de deux ans, 1,93 m, et son grand frère, son aîné de huit ans, 2,01 m.
Le 10 août 1927, à Bruxelles, en Belgique, il se marie avec Maria, originaire de Kematen an der Ybbs (Autriche). Elle mesure 1,73 m,.
Au début de sa carrière dans le show business en interprétant Uranus et le géant de Rhénanie dans un cirque ambulant allemand. Il est surnommé l'homme le plus grand d'Allemagne, et est considéré comme l'homme le plus grand du monde à l'époque,. Il porte des bottes de taille 51,5 à l'âge adulte. Il avait des contusions sur la tête pour s'être à maintes reprises cogné la tête contre le haut des portes.
On le voit au Luna Park, un parc d'attractions parisien, en 1922. En 1939, il signe pour un engagement à l'Exposition universelle de New York en 1939.
De retour en Allemagne au début de la Seconde Guerre mondiale, il est immédiatement enrôlé dans l'armée, devenant ainsi le plus grand soldat jamais enregistré,,. À la fin du conflit, il fait partie d'un groupe de 250 soldats faits prisonniers à Calais en août 1944. Il est transféré en Angleterre comme prisonnier de guerre et y reste jusqu'à la fin de la guerre,.
En août 1949, les journaux annoncent que Nacken retourne aux États-Unis, souhaitant quitter l'Allemagne d'après-guerre. Sa sœur, qui vit déjà aux États-Unis, a préparé un logement pour lui et son épouse à Paterson (New Jersey). Le couple Nacken émigre aux États-Unis sur le SS Atlantic depuis Gênes, en Italie et parvient au port de New York le 6 décembre 1950,.
Il cherche un travail adapté à sa stature, mais est déjà connu grâce aux journaux et aux actualités Pathé. En décembre 1949, il travaille comme Père Noël, ; les enfants peuvent passer entre ses jambes, et il est surnommé le Père Noël le plus grand du monde,. Il apparaît dans les shows de Ripley's Believe It or Not!. Dans plusieurs émissions de télévision, on le présente sous le surnom de « Germany's Long Jake ».
Il mentionne aux journalistes qu'il dort dans un lit normal avec une chaise au bout pour allonger ses jambes ; en Allemagne, il disposait de meubles adaptés à sa taille, mais qui ont été détruits lors de bombardements.
Il devient citoyen américain le 16 décembre 1955.
Sa dernière apparition remonte à 1959 à l'Odditorium de Ripley à Broadway, Manhattan, New York. Il meurt en Europe à 81 ans.

## Galerie

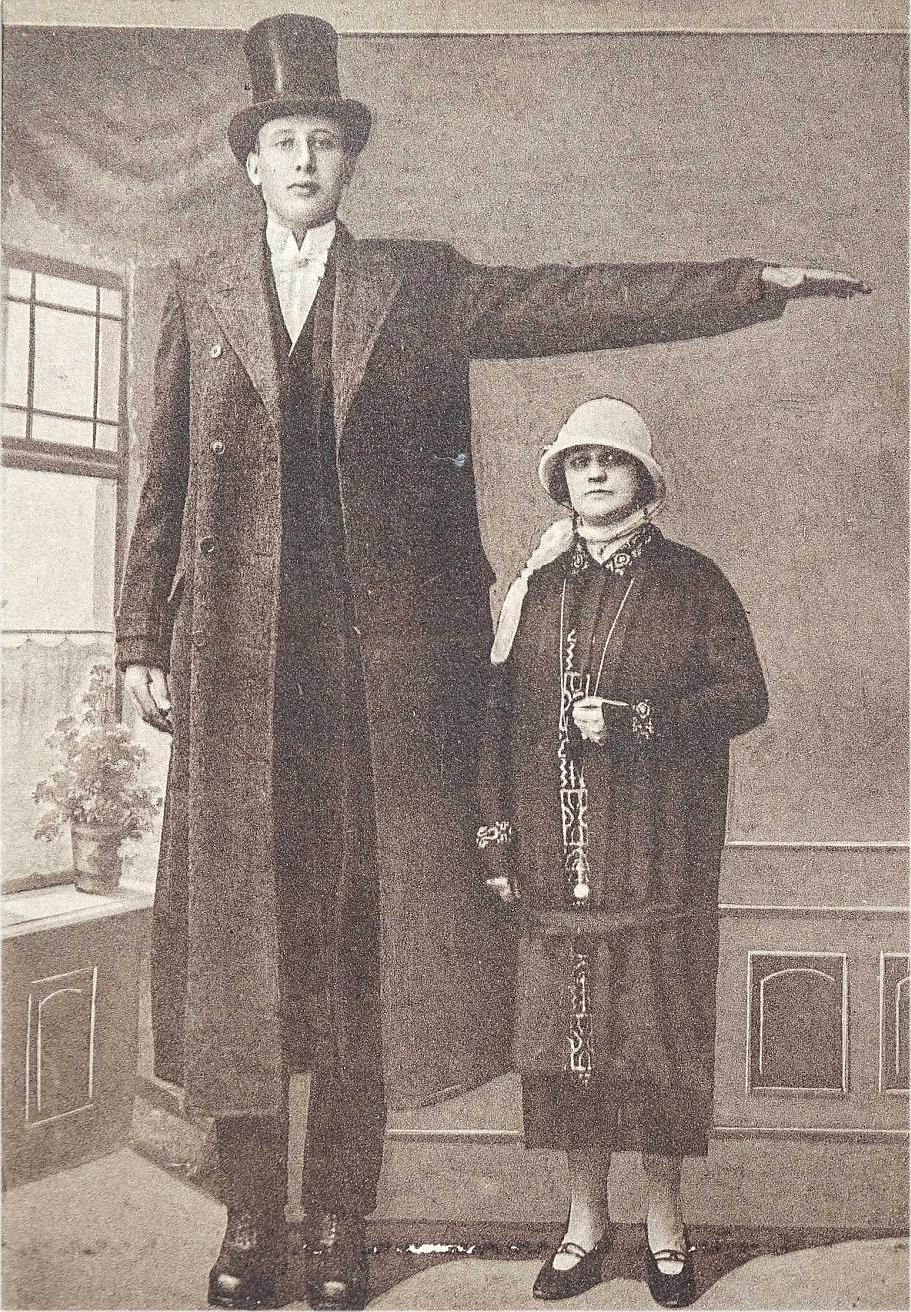
Jakob Nacken à 16 ans en 1922
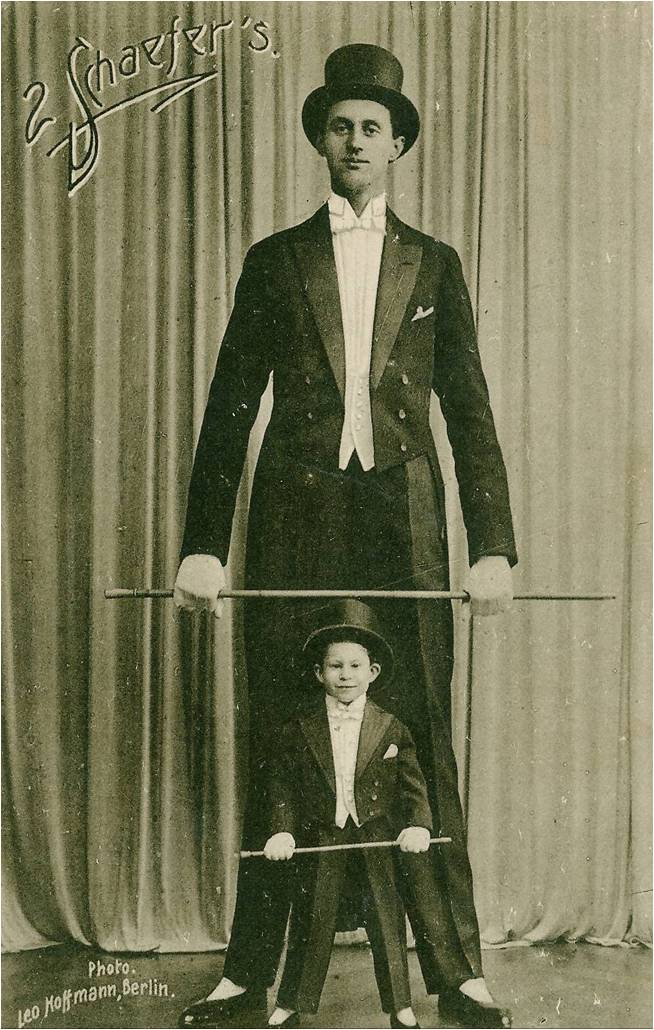
Jakob Nacken à 17 ans en acrobate de cirque avec un jeune garçon assistant
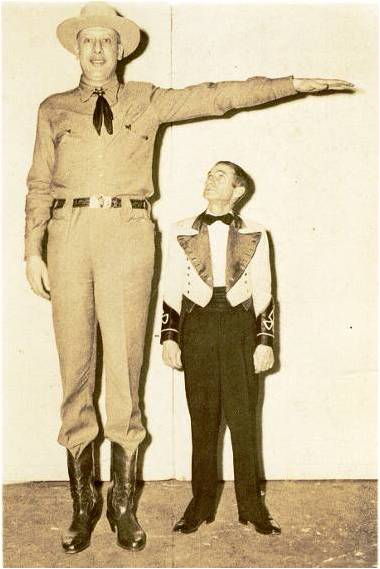
Jakob Nacken en 1924, à 18 ans
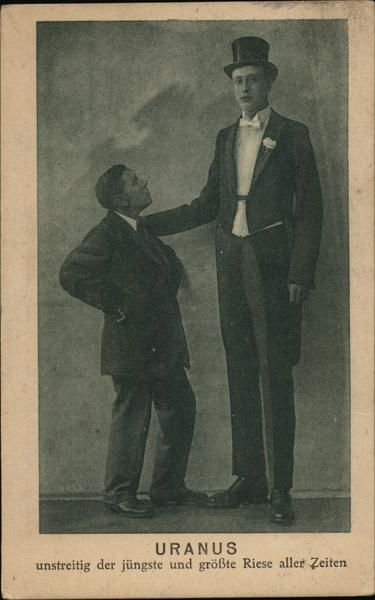
Jakob Nacken dans un cirque allemand sous le nom d'"Uranus", à 19 ans
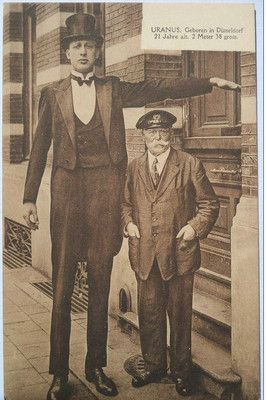
Jakob Nacken à 21 ans, Paris
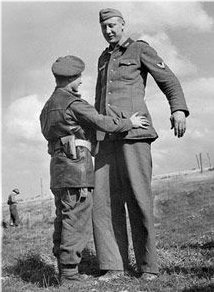
Jakob  Nacken capturé à Calais, France en 1944, alors qu'il a 38 ans